# Forteresse de Mileševac
La forteresse de Mileševac (en serbe cyrillique : Милешевац), encore appelée forteresse d'Hisardžik (Хисарџик), est une forteresse de Serbie située sur une hauteur qui domine la rivière Mileševka et le monastère de Mileševa, à 7 km à l'est de Prijepolje. Elle se trouve à Hisardžik, dans la municipalité de Prijepolje et dans le district de Zlatibor. Elle est inscrite sur la liste des monuments culturels protégés de la République de Serbie (identifiant no SK 164).

## Histoire
La forteresse de Mileševac est mentionnée pour la première dans des sources historiques en 1444, mais elle a été construite dans la première moitié du XIIIe siècle, à peu près en même temps que le monastère de Mileševa, dont elle devait assurer la protection. Elle est encore mentionnée en 1448 et en 1454, comme faisant partie des possessions de Stefan Vukčić, voïvode de Bosnie appartenant à la noble famille des Kosača. En 1465, elle passa sous le contrôle des Ottomans et, à partir du XVIIe siècle, elle fut connue sous le nom de Hisardžik, du turc hisar, qui signifie la « forteresse » ; elle conserva ce nom jusqu'à la fin de la période ottomane et le village musulman d'Hisardžik, au pied de la citadelle, garde le souvenir du nom.

## Galerie

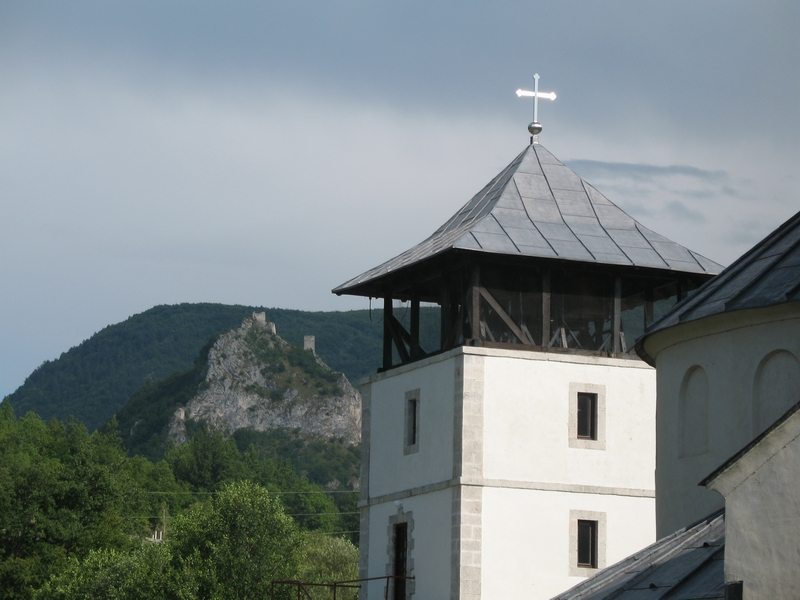
La forteresse vue depuis le monastère de Mileševa.
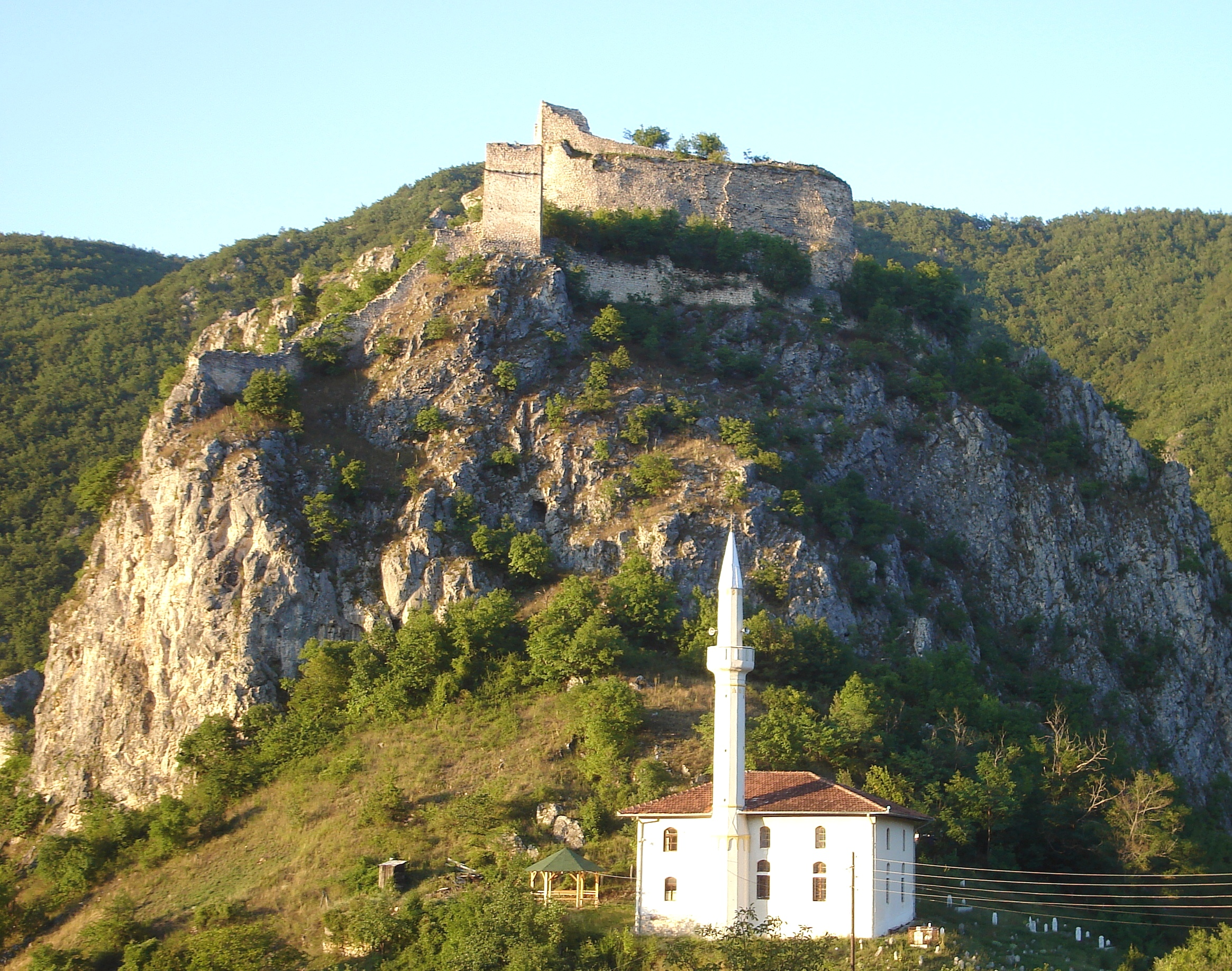
La forteresse et la mosquée d'Hisardžik.
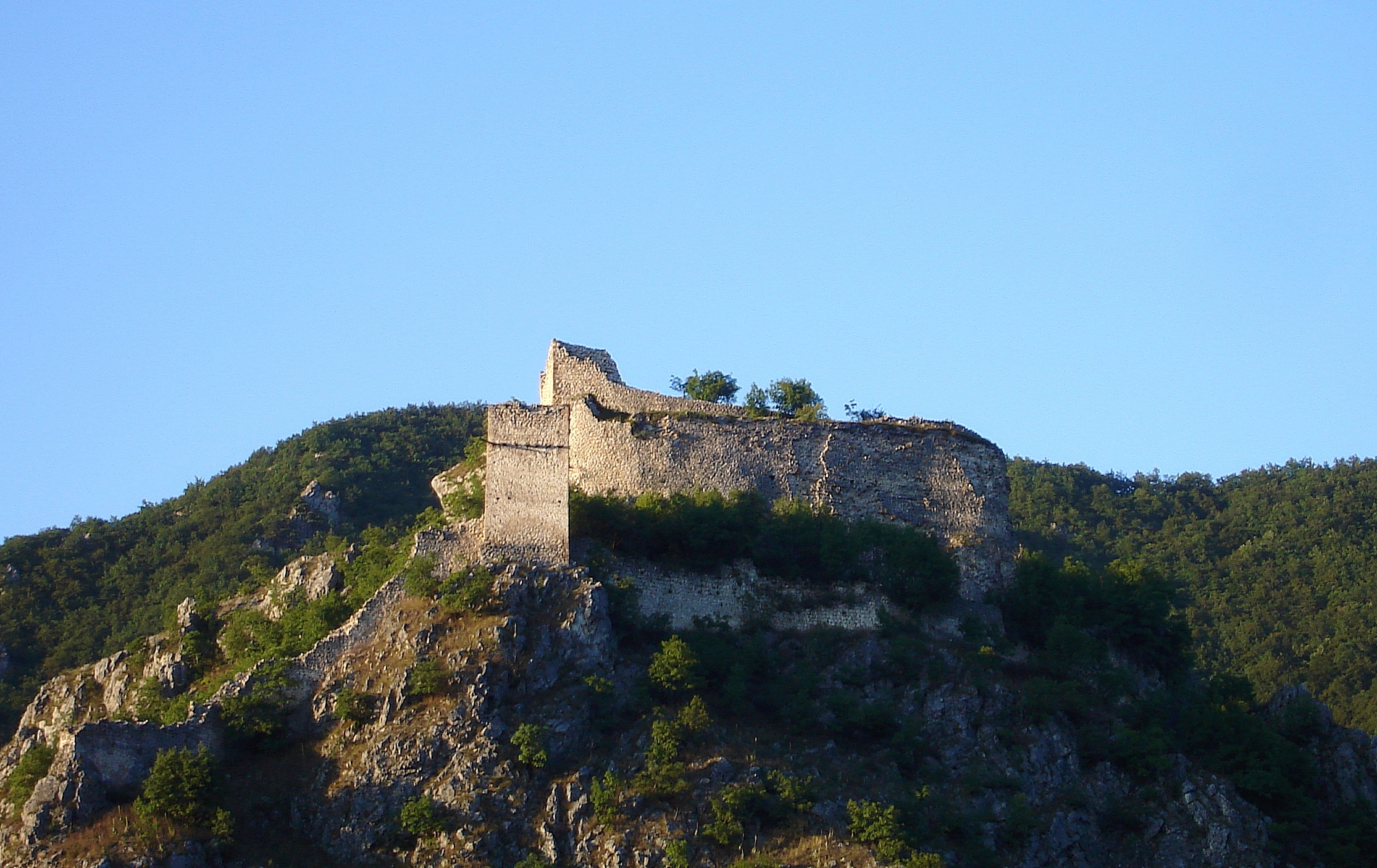
Vue rapprochée de la forteresse.